# Marienstatue (Garitz)

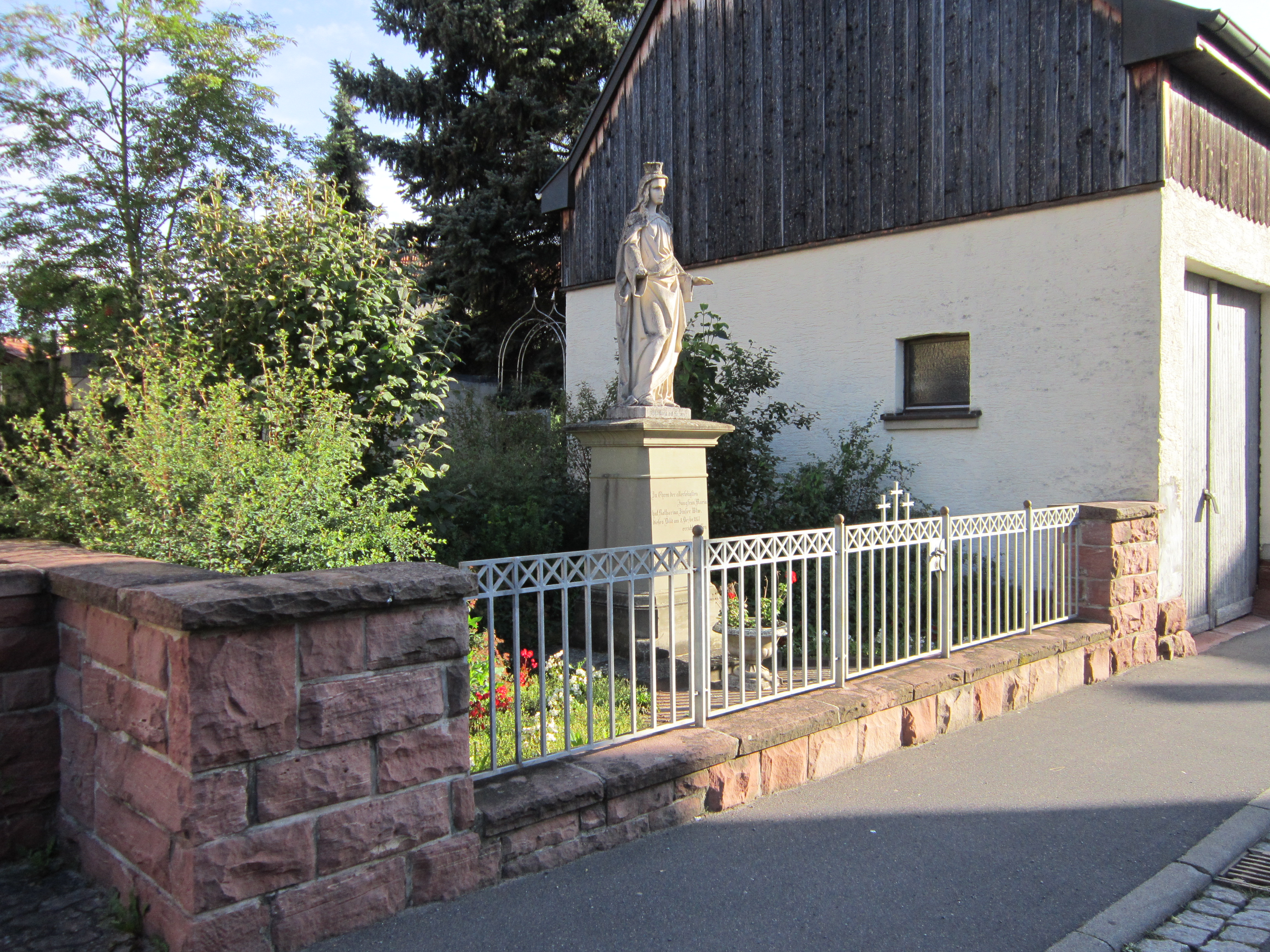
Marienstatue

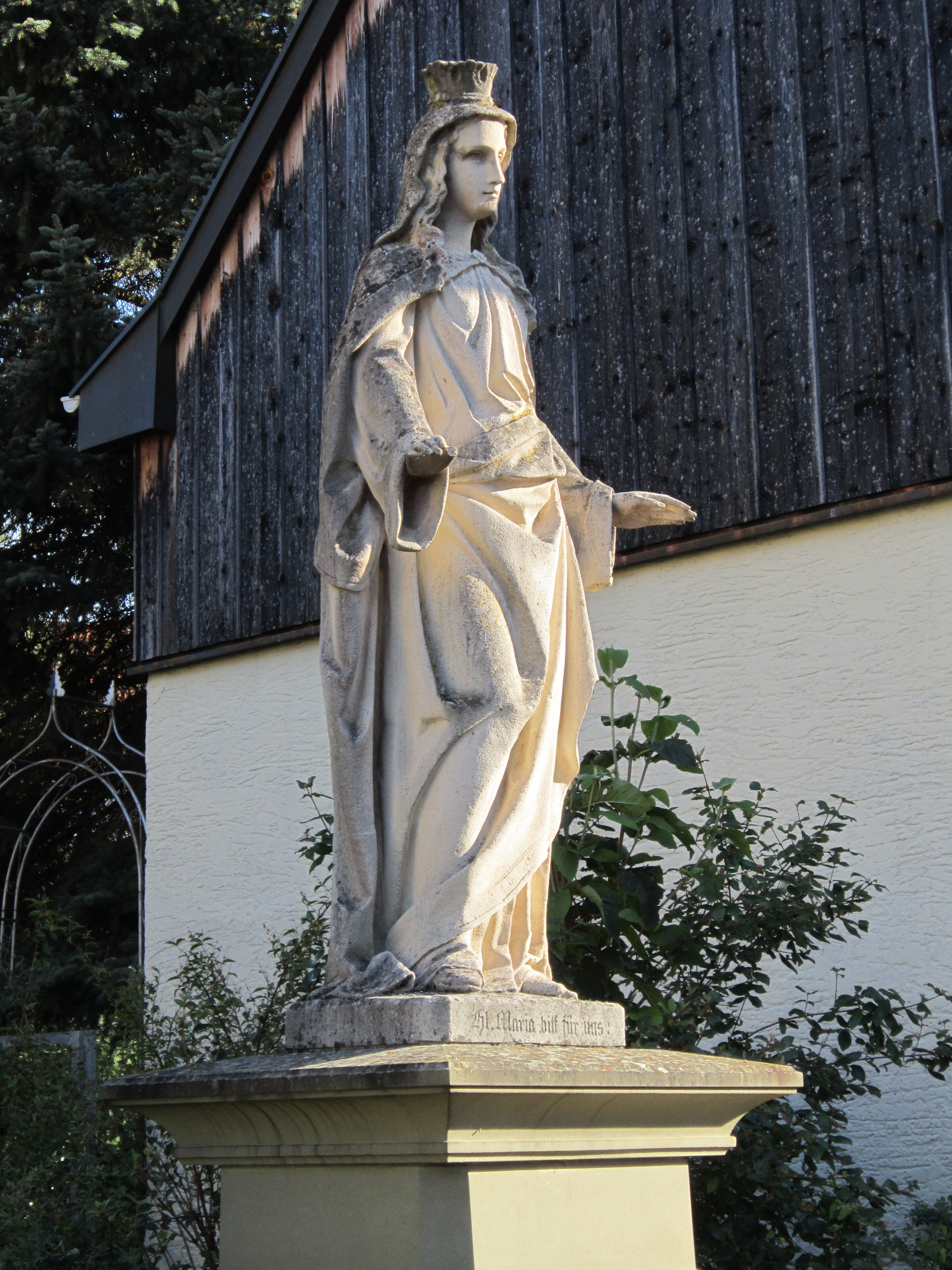
Marienstatue (Nahaufnahme)

Die Marienstatue in Garitz, einem Stadtteil des im bayerischen Unterfranken gelegenen Kurortes Bad Kissingen, wurde vom Bildhauer Michael Arnold gefertigt.
Die Statue gehört zu den Bad Kissinger Baudenkmälern und ist unter der Nummer D-6-72-114-169 in der Bayerischen Denkmalliste registriert.

## Geschichte
Die von der Witwe Katharina Zinser gestiftete Statue wurde am 8. Dezember 1877 eingeweiht und ist laut Inschrift das letzte Werk des Künstlers. In Bad Bocklet, dem Wohnort des Bildhauers, wird jedoch die dortige Marienstatue am Bad Bockleter Stellberg ebenso als letztes Werk des Bildhauers angesehen.
Die 1,70 Meter hohe Marienstatue steht auf einem 1,55 Meter hohen Sockel. Zu der Anlage gehören Blumenbeete und ein Opferstock. Die Leerung des Opferstocks wurde vom lokalen Obst- und Gartenbauverein übernommen.
Die in der Garitzer Baptist-Hoffmann-Straße neben der Volksbank befindliche Statue wurde im Rahmen einer Renovierung im Jahr 2001 leicht versetzt.